# Iosif Stupinean
Iosif Stupinian (n. 27 ianuarie 1859, Uilacul de Câmpie, județul Cluj – d. 1929) a fost un deputat în Marea Adunare Națională de la Alba Iulia , organismul legislativ reprezentativ al „tuturor românilor din Transilvania, Banat și Țara Ungurească”, cel care a adoptat hotărârea privind Unirea Transilvaniei cu România, la 1 decembrie 1918: pp. 276-277.

## Biografie
Părinții săi au fost plugari. A început școala în anul 1866 în Reghin-ul săsesc, unde a absolvit două clase primare, după care se mută la Blaj. Aici, remarcându-se drept un elev eminent, trece direct în clasa a IV-a. Tot la Blaj termină liceul și își ia diploma de bacalaureat, dar va fi și băiat de servici al canonicului Alexandru Uicălanu. Este primit în clerul tânăr al Eparhiei din Lugoj, de unde este trimis să urmeze Teologia Romano-Catolică din Alba Iulia. De aici este eliminat după doi ani, condamnat din cauza atitudinilor sale pro-românești. În cele din urmă pleacă la Blaj, absolvind aici Teologia:pp. 276-277.
În 12 martie 1882 a fost hirotonit preot, funcționând în cadrul mai multor parohii, între care Ruda, județul Hunedoara, Secaș, județul Caraș, Lunca Cernii, unde a zidit și o școala și o casă parohială, Mesteacăn, unde a construit o biserică. La Bărcea, fiind considerat de maghiari drept „agitator contra limbii maghiare”, a fost condamnat de Tribunalul Deva la trei luni de închisoare și la suportarea cheltuielilor din cadrul procesului. Contestă decizia la Tabla din Cluj, achitat fiind datorită apărării avocatului Iustin Pop. Părăsind Deva, devine preot paroh în Râu Alb, de unde în 1908 trece ca administrator parohial și administrator protopopesc în Săcărâmb, iar mai târziu paroh și protopop în Geoagiu, județul Hunedoara.

## Activitatea politică
Ca deputat în Adunarea Națională din 1 decembrie 1918, Iosif Stupinian a fost delegat al Cercului electoral Orăștie-oraș :p. 224.